# 다마가와촌 (이바라키현 나카군)
다마가와촌(玉川村)은 이바라키현 나카군에 일찍이 존재했던 촌이다.

## 지리
- 현재의 히타치오미야시 중부에 해당한다.
- 촌 지역에는 rn지강 지류가 흐르고 있다.
- 촌 지역은 산이 많은 지형이다.

## 역사
- 1889년 4월 1일 - 정촌제 시행에 수반해 나카군 다마가와촌이 성립하였다.
- 1955년 3월 31일 - 가미노촌, 오가촌, 오바촌, 세키촌의 일부, 시즈촌과 합병해 오미야정이 성립하여, 동일 다마가와촌은 폐지되었다.
- 2004년 10월 16일 - 오미야정이 나카 군 야마카타 정, 미와 촌, 오가와 촌, 히가시이바라키군 고젠야마 촌과 합병해 정의 이름을 히타치오미야 정으로 바꾸고. 동시에 시로 승격해 히타치오미야 시가 되었다.

## 인구
| 1891년 | 1,974 |
| 1920년 | 2,311 |
| 1935년 | 2,704 |
| 1950년 | 3,542 |

## 교통

### 철도
- 일본국유철도 (→ 동일본 여객철도)
  - 스이군선

## 참고문헌
- 大宮町史編さん委員会編 『大宮町史』、大宮町、1977年
- 角川日本地名大辞典編纂委員会『가도카와 일본 지명 대사전 8 茨城県』、가도카와 쇼텐、1983年 ISBN 4040010809